# 伊芬格山

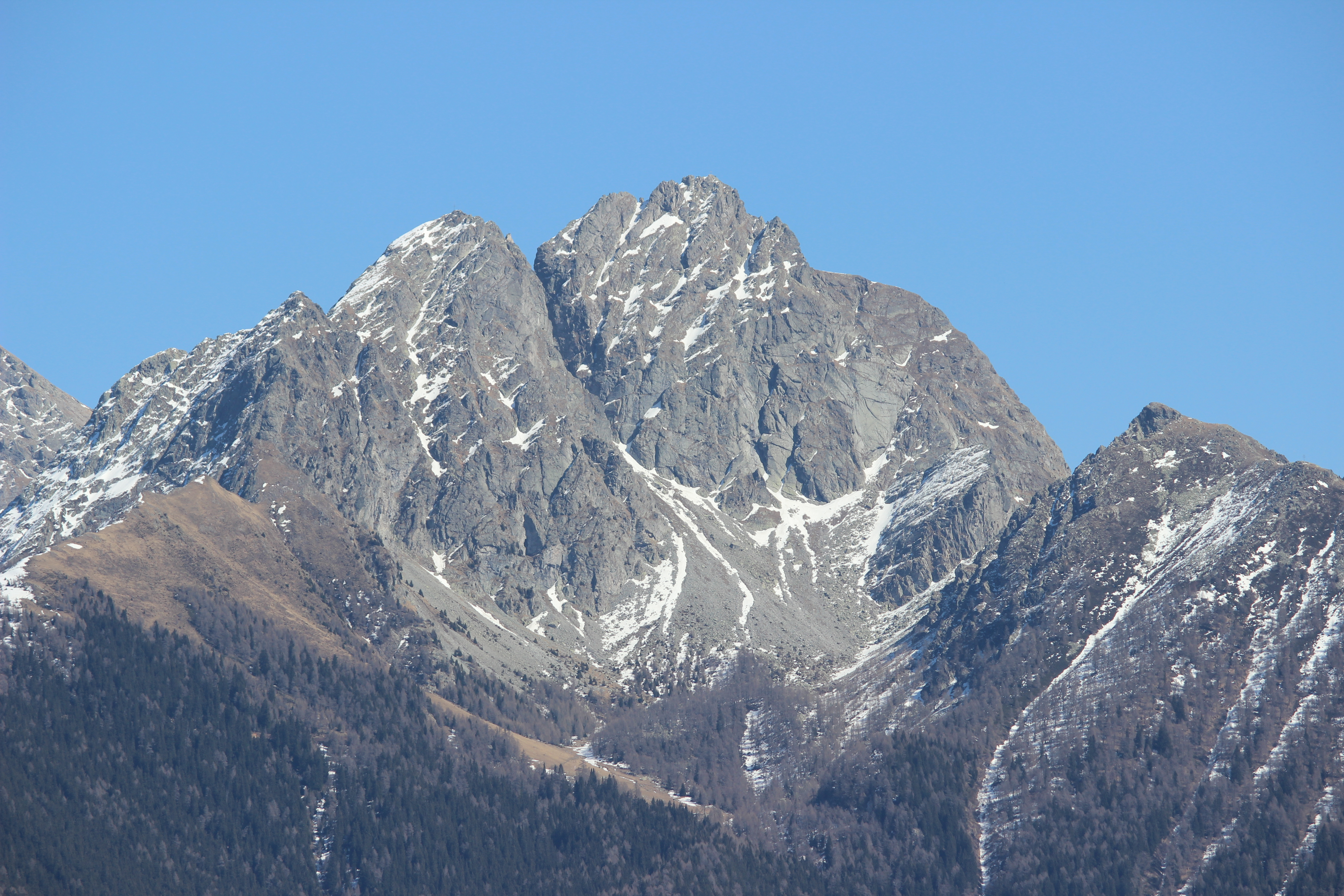

46°41′33″N 11°15′25″E / 46.692393°N 11.256947°E
伊芬格山（德語：Ifinger），是意大利的山峰，位於該國東北部，由博爾扎諾-南蒂羅爾自治省負責管轄，屬於萨恩塔尔山脉的一部分，距離費丁瑟普拉滕峰1.7公里，海拔高度2,581米，每年平均降雨量1,426毫米。